# Ланишће (Кршан)
Ланишће (итал. Lanisce) је насељено место у саставу општине Кршан у Истарској жупанији, Хрватска. До територијалне реорганизације у Хрватској налазили су се у саставу старе општине Лабин.

## Становништво
Према последњем попису становништва из 2011. године у насељу Ланишће живело је 149 становника.
| година пописа  | 1857 | 1869 | 1880 | 1890 | 1900 | 1910 | 1921 | 1931 | 1948 | 1953 | 1961 | 1971 | 1981 | 1991 | 2001 | 2011 |
| бр. становника | 0    | 0    | 166  | 180  | 163  | 171  | 0    | 0    | 186  | 153  | 128  | 109  | 77   | 78   | 90   | 74   |

Напомена: Исказује се као насеље од 1948. под именом Ланишће-Чепић. У 1857. 1869. 1921. и 1931. подаци су садржани у насељу Пургарија Чепић.